# مارك كانينج
مارك كانينج (بالإنجليزية: Mark Canning)‏ هو لاعب كرة قدم بريطاني، ولد في 12 سبتمبر 1983 في غلاسكو في المملكة المتحدة. لعب مع نادي ألبيون روفرز ونادي دمبرتون ونادي كيلمارنوك.

## وصلات خارجية
- مارك كانينج على موقع قاعدة بيانات كرة القدم.إي يو (الإنجليزية)
- مارك كانينج على موقع Soccerbase.com (لاعب) (الإنجليزية)